# Kiady Razanamahenina
Kiady Razanamahenina, né le 15 décembre 1996 à Longjumeau, est un joueur français et international malgache de basket-ball. Il évolue au poste de meneur.

## Clubs successifs
- 2014 - 2015  FC Mulhouse basket (NM3)

- 2015-2017 :  BC Portes de l'Isère (NM3)
- 2017-2018 :  BC Saint-André-les-Vergers (NM3)
- 2018-2019 :  Cergy-Pontoise BB (NM2)
- 2019-2020 :  Sorgues BC (NM2)
- 2020-2021 :  GET Vosges (NM1)
- 2021 :  GNBC (BAL)
- 2021-2022 :  JSA Bordeaux (NM1)
- 2022 :  Stade rochelais basket (Pro B)
- Mars-mai 2023 :  BC Boncourt (SBL)
- 2023- Février 2024:  LyonSO (NM1)
- Février 2024 : Elan Béarnais Pau-Lacq Orthez (PROB)
- 2025 à ce jour :  Team CAIMAN (Gasy)

- Ressources relatives au sport :   - Eurobasket (joueurs)
  - FIBA Archive
  - Proballers
  - RealGM